# Рольф
Група компаній «Рольф» — великий імпортер і роздрібний продавець легкових автомобілів, один з піонерів російського автомобільного ринку. Заснована Сергієм Петровим 5 серпня 1991 року. Штаб-квартира - в Москві.

## Діяльність
Перший дилерський центр «Рольф» був відкритий в Москві в 1991 році. Станом на 1 липня 2015 року в підрозділ входить 37 шоу-румів в Москві і Санкт-Петербурзі, що представляють автомобілі 17 іноземних автомобільних брендів (Alfa Romeo, Audi, Chrysler, Ford, Jeep, Jaguar, Hyundai, Land Rover / Range Rover, Lexus , Mazda, Mercedes-Benz, Mitsubishi, Porsche, Renault, Skoda, Smart, Toyota). Дилерські центри надають послуги, пов'язані з купівлею автомобіля і його експлуатацією - кредитування і страхові програми, trade-in, сервісне обслуговування, реалізація оригінальних запчастини та аксесуарів.